# Bembecia barbara
Bembecia barbara is een vlinder uit de familie wespvlinders (Sesiidae), onderfamilie Sesiinae.
Bembecia barbara is voor het eerst wetenschappelijk beschreven door Bartel in 1912. De soort komt voor in het Palearctisch gebied.